# Saatgut-Wirtschaft
Saatgut-Wirtschaft, in der Eigenschreibweise abgekürzt auch SAATGUTWIRTSCHAFT genannt, war eine Zeitschrift, deren Inhalt sich aus ihrem umfangreichen Untertitel erschloss: „Vereinigt mit SAFA, der Fachzeitschrift für Samen und Saaten, Garten-, Land- und Zoobedarf; Forschung, Pflanzenzucht, Saatgutvermehrung, Samenfachhandel, Gartencenter, Zoofachhandel.“ Herausgeber war die Interessengemeinschaft aus den Arbeitsorganisationen Fachgruppe Saatgut, des Verbands Deutscher Landwirtschaftlicher Untersuchungs- und Forschungsanstalten, der Fachgruppe Samenkunde und Saatgutprüfung, dem Bundesverband Deutscher Saatguterzeuger, dem Verband Deutscher Samenkaufleute und Pflanzenzüchter, der Fördergemeinschaft für Saatgutforschung sowie der Arbeitsgemeinschaft für Saatgutvermehrung.
In dem von 1949 bis 1972 erschienenen Blatt war die Zeitschrift Samenfachhandel und Pflanzenzucht (SAFA) aufgegangen, ab 1973 zugleich die Namensgeberin des Nachfolgeblattes SAFA Gartenfachhandel, Saatgutwirtschaft.
Als Beilage enthielt die Saatgut-Wirtschaft zeitweilig die Schriften Blickfang und Schaufenster des Monats sowie Der Samenfachmann.